# Frohmuhl
Frohmuhl (deutsch Frohmühl) ist eine französische Gemeinde mit 159 Einwohnern (Stand 1. Januar 2021) im Département Bas-Rhin in der Region Grand Est (bis 2015 Elsass). Sie gehört zum Arrondissement Saverne und zum Kanton Ingwiller.

## Geografie
Die Gemeinde Frohmuhl liegt im Gebiet der in Frankreich so genannten Nordvogesen und ist Teil des Biosphärenreservats Pfälzerwald-Vosges du Nord.
Ihre Nachbargemeinden sind Puberg und Hinsbourg im Osten, Struth und Tieffenbach im Südwesten und Weislingen im Nordwesten.

## Geschichte
Von 1871 bis zum Ende des Ersten Weltkrieges gehörte Frohmuhl als Teil des Reichslandes Elsaß-Lothringen zum Deutschen Reich und war dem Kreis Zabern im Bezirk Unterelsaß zugeordnet.

## Bevölkerungsentwicklung
| 1910 | 1962 | 1968 | 1975 | 1982 | 1990 | 1999 | 2006 | 2012 | 2014 |
| ---- | ---- | ---- | ---- | ---- | ---- | ---- | ---- | ---- | ---- |
| 332  | 240  | 241  | 206  | 199  | 200  | 208  | 189  | 186  | 184  |